# Смертельная паутина
«Смертельная паутина» (англ. The Web of Death, кит. трад. 五毒天羅, упр. 五毒天罗, палл. У ду тянь ло) — гонконгский фэнтезийный драматический боевик 1976 года, снятый Чу Юанем по сценарию Ни Куана на студии братьев Шао. Экранизация первых эпизодов романа Цзинь Юна «Меч Небес и сабля Дракона». Главные роли исполнили Юэ Хуа, Ло Ле и Цзин Ли.

## Сюжет
Глава клана Змей Лю Шэн ищет паука клана Пяти ядов, самого мощного оружия в мире боевых искусств. Лидер «Пяти ядов» выступает против — когда-то много лет назад паук был запрещён к использованию и был спрятан в неизвестном месте. Теперь Лю Шэн придумывает уловку, чтобы заполучить желаемое; он подталкивает другие кланы мастеров боевых искусств искать паука. И это порождает разного рода неразберихи, роковые ошибки и заговоры в боевом мире.

## В ролях
| Актёр    | Роль                      |
| -------- | ------------------------- |
| Юэ Хуа   | Фэй Инсюн                 |
| Ло Ле    | глава клана Змей Лю Шэн   |
| Цзин Ли  | Хун Сусу                  |
| Ку Фэн   | старейшина Вэнькун        |
| Ван Ся   | глава клана Пяти ядов Хун |
| Юй Цянь  | глава клана Се            |
| Ван Чжун | Фэй Инцзе                 |
| Лили Ли  | Фань Цюсинь               |

## Отзывы
Эдгар Чапут (сайт Tilt Magazine) хвалит темп картины, отмечает крупномасштабное действие и считает баланс между любовной историей, острыми ощущениями и ужасом идеальным. По мнению Бориса Хохлова (сайт HKCinema), фильм получился приличным и продемонстрировал все сильные стороны Чу Юаня.